# Кузнецова, Анна Ильинична
Анна Ильинична Кузнецова (род. 18 ноября 2001 года) — российская профессиональная баскетболистка, играет на позиции защитника за баскетбольный клуб «Самара» (с 2024 года). Бронзовый призёр Кубка России 2022 года в составе «Спарта энд К».

## Карьера

### Клубная
Родилась 18 ноября 2001 года в Воронеже, где и начала заниматься баскетболом.
С 2016 по 2024 годы выступала за юношескую, молодежную и основную команды «Спарты энд К». Серебряный (2017 и 2019 годы) и бронзовый (2018 год) призёр первенства ДЮБЛ.
Бронзовый призер Кубка России сезона 2021/2022 годов.
По итогам проведённого сезона 2023/2024 годов была включена в символическую пятерку регулярного чемпионата Премьер-лиги. В этом сезоне в составе «Спарты энд К» приняла участие в 35 матчах Премьер-лиги, в которых в среднем набирала 14,3 очка (второй показатель в чемпионате, лучший среди россиянок) и делала 3 подбора и 2,8 передачи.
С 2024 года игрок БК «Самара».

### Сборная
Входит в состав первой национальной сборной России.

## Достижения
Клубы
- 2016 - победитель Первенства России среди девушек 2001-го года рождения ("УОР №3", Видное)
- 2016 - серебряный призер Первенства России среди девушек 2000-го года рождения ("Московская область-1", Видное)
- 2016 - Чемпион VI Международных спортивных игр «Дети Азии» (Республика Саха)
- 2017 - серебряный призер Первенства ДЮБЛ России ("Спарта энд К"-ДЮБЛ, Видное)
- 2018 - бронзовый призер Первенства России среди девушек 2001-го года рождения ("Московская область-1", Видное)
- 2018 - бронзовый призер Первенства ДЮБЛ России ("Спарта энд К"-ДЮБЛ, Видное)
- 2019 - серебряный призер Первенства ДЮБЛ России ("Спарта энд К"-ДЮБЛ, Видное)
- 2021 - бронзовый призер Кубка России ("Спарта энд К" (Видное))